# Levine Toilolo
Levine Joseph Toilolo (* 30. Juli 1991 in San Diego, Kalifornien) ist ein ehemaliger US-amerikanischer American-Football-Spieler auf der Position des Tight Ends. Er spielte zuletzt für die New York Giants der National Football League (NFL).

## Jugend und College
Levine Toilolo wurde am 30. Juli 1991 in San Diego geboren. Er besuchte die Helix High School in La Mesa, Kalifornien und spielte dort für die Helix Highlanders.
Nach der High School besuchte Toilolo die Stanford University, wo er College Football für die Stanford Cardinal spielte. 2012 beendete Toilolo seine Collegekarriere und beschloss am NFL Draft teilzunehmen.

## NFL

### Atlanta Falcons
Toilolo wurde von den Atlanta Falcons im NFL Draft 2013 in der vierten Runde als 133. Spieler ausgewählt und stand dort seit der Saison 2013 unter Vertrag. Am 5. Februar 2017 stand er mit den Falcons im Super Bowl LI, welcher mit 28:34 gegen die New England Patriots verloren wurde. Am 2. März 2018 wurde er von den Falcons entlassen.

### Detroit Lions
Am 28. März 2018 unterschrieb Toilolo einen Vertrag bei den Detroit Lions.

### San Francisco 49ers
Nachdem er bei den Lions alle 16 Regular-Season-Spiele bestritten hatte, unterschrieb er am 15. Mai 2019 einen Einjahresvertrag bei den San Francisco 49ers.

### New York Giants
Im März 2020 unterschrieb er einen Vertrag bei den New York Giants. Am 4. August 2021 erlitt er einen Achillessehnenriss im Training, was für ihn das vorzeitige Saisonende bedeutete.